# Низкий отпуск
Низкий отпуск в чёрной металлургии — отпуск мартенсита на низких температурах (180—250°С). Применяется после закалки для инструментальных, подшипниковых сталей, малоуглеродистых сталей после цементации для изготовления деталей и инструментов, работающих на износ, от которых требуется высокая твёрдость. Цель низкого отпуска — уменьшение остаточных закалочных напряжений. Температуру низкого отпуска выбирают такой, чтобы твёрдость и износостойкость практически не снижалась. Выдержка при температуре низкого отпуска обычно превышает 1…3 часа.